# Kæmpejernurt
Kæmpejernurt (Verbena bonariensis), også skrevet Kæmpe-Jernurt, er en staude (eller ved gamle eksemplarer: en busk) med en opstigende eller opret vækst. På de steder i verden, hvor arten finder sig til rette, bliver den et meget problematisk landskabsukrudt. Dette kunne også ske i Danmark, hvis gennemsnitstemperaturerne stiger som forventet på grund af den globale opvarmning.

## Beskrivelse
Stænglerne er firkantede med spredte, stive hår. De forgrener sig med stift udadrettede sidegrene, sådan at hele planten får en meget åben vækstform. Bladene er modsatte og sidder med stor afstand mellem bladparrene. De enkelte blade er ovale til lancetformede med en grovtandet rand. Oversiden er mørkegrøn og rynket, mens undersiden er grålig på grund af hårbeklædningen. 
Blomstringen sker over en lang periode fra juli til november, og blomsterne sidder endestillet i skærmagtige stande på både hoved- og sideskuddene. Blomsterne er små, 5-tallige og let uregelmæssige med lysviolette kronblade. Frugterne er kapsler med få frø.
Rodnettet er kraftigt og dybtgående, når ellers drænforholdene er i orden. 
Højde x bredde og årlig tilvækst: 1,20 x 0,90 m (120 x 90 cm/år).

## Hjemsted
Arten har sin naturlige udbredelse i tropisk og subtropisk Sydamerika, men den er desuden naturaliseret i tropisk Afrika, de tempererede dele af Asien, Australien, New Zealand, USA og Vestindien. 
På en Kapivar-biotop i delstaten Paraná i Brasilien vokser arten på græsområder, der er oversvømmede i regntiden, sammen med bl.a. kongebregne, alm. passionsblomst, Cephalanthus glabratus (knapbusk-art), Cissus palmata, jasminnatskygge, koralbusk, Ludwigia uruguayensis, pampasgræs, Physalis viscosa (blærebæger-art), Poa bonariensis (rapgræs-art), skinnende liguster og Solanum bonariense (natskygge-art)
| Portal | Portal:Botanik |

## Note
1. ↑  www.unt.edu.ar: Rubén D. Quintana, Nora Madanes, Ana I. Malvárez, Fabio A. Kalesnik og Marcela Cagnoni: Análisis de la vegetación en tres tipos de hábitat de Carpinchos en la baja cuenca del Río Paraná, Argentina (spansk)